# 自循環直譯器
自循環直譯器（英語：Meta-circular evaluator）是元直譯器（Metainterpreter，或Self-interpreter）的一種。自循環直譯器不僅是在直譯語言中寫成（如Scheme的自循環直譯器是在Scheme中寫成），而且通過底層語言的功能來實現直譯語言的功能。因此，自循環直譯器不需擔心如何具體實現任何功能，而只需處理語言讀入與直譯，所以尤其適合作為教育用途。自循環直譯器一般在同像（即程式與資料為同一格式，如Lisp）的語言中出現。
自循環直譯器最早出現於約翰·麥卡錫的Lisp 1.5版定義，其中麥卡錫以Lisp語言的功能來描述Lisp的直譯規則。

## Eval/Apply循環
著名電腦科學教科書詳細研究了一個Scheme語言的自循環直譯器。此書中的直譯器包含兩個主要元素：
- Eval，即將一個表示式轉換為其取值的函數。
- Apply，即將一個函數呼叫轉換為其返回值的函數。

這兩個元素互相呼叫，並最終將整個程式轉換為其取值。

### 實例
例如以下簡單的Scheme表示式（假設square是一個內建函數，其返回值為參數的平方）：
```
(
+
 
(
square
 
2
)
 
(
square
 
3
))

```

其直譯過程如下：
- 直譯器首先將整個程式傳入Eval，而Eval辨認出整個程式是一個函數呼叫（被呼叫的函數是「+」，或加法函數）。因此，Eval會呼叫Apply來處理這一呼叫。
- Apply收到被呼叫函數為「+」，參數分別為(square 2)與(square 3)。因此，Apply分別呼叫Eval來處理這兩個參數。
- Eval收到表示式為(square 2)，這是一個函數呼叫。因此Eval調用Apply。
- Apply收到被呼叫函數為「square」，參數為2（注意：這裡的「2」僅僅是一個符號，而不是數字）。現在Apply會呼叫Eval，將符號「2」轉換為數值2。Apply隨後呼叫square函數，並返回4。同樣地，Eval處理(square 3)並返回9。
- 現在直譯器回到了Apply函數，處理「+」的呼叫。現在Apply函數有了參數的具體取值（分別為4和9），並呼叫「+」函數而返回13。
- Eval函數收到返回值13，這個值是整個表示式的取值。注意以上過程中自循環直譯器並沒有關心具體如何實現「+」函數與「square」函數，這些細節都由底層的Scheme來處理。